# Titowo (obwód kemerowski)
Titowo (ros. Титово) – wieś (sieło) w Rosji, w obwodzie kemerowskim, w rejonie promyszlennowskim. W 2010 liczyła 1120 mieszkańców.